# Atchonmon
Les atchonmon ou atchomon sont des amuse-gueule consommés originellement au Bénin et au Togo. Ils consistent en des croquettes sucrées croustillantes obtenues à partir de la farine de blé transformée et frite. Ils sont servis comme en-cas ou pour accompagner un apéritif. On les rencontre dans tout le Bénin, bien qu'ils demeurent bien plus une spécialité du sud du pays. Dans d'autres pays d'Afrique, même si la préparation reste relativement la même, l’appellation peut être différente. Par exemple, ces croquettes sont appelées chin chin au Nigéria, ross au Cameroun ou encore gâteaux secs en Guinée,,,.

## Préparation
Pour obtenir du atchomon et le consommer, il faut au préalable des ingrédients tels que : de la farine de blé en quantité suffisante, du sel, de la levure, du sucre, de la bicarbonate de soude   et de la muscade. Tous ces ingrédients secs sont mélangés dans un bol. À la suite de cela, dans le bol, on fait un creux dans le mélange obtenu afin d'y verser environ 150 ml d'eau, pour environ 1 kg de farine, du beurre, et des œufs. Tout ceci est ensuite mélangé de façon à obtenir une pâte homogène et concentrée. Cette pâte est découpée en de petites boules que l'on passe à l'huile pour frire. Quand les boulettes prennent une teinte dorée, les atchomon sont prêts et peuvent être dégustés chaud ou froid,,,,.